# Timotei Ursu
Timotei Ursu (n. 22 ianuarie 1939, Timișoara, România – d. 3 august 2024) a fost un regizor de film și scenarist român.

## Biografie
Timotei Ursu s-a născut în 1939 la Timișoara. Tatăl său a fost muzicologul și profesorul universitar Nicolae Ursu. A absolvit în 1962 Facultatea de Filologie și de Istorie a Universității Babeș-Bolyai din Cluj și în 1969 regia de film la Institutul de Artă Teatrală și Cinematografică „I.L. Caragiale” (IATC) din București.
Între 1965-1985 a lucrat la Televiziunea Română. A fost în paralel crainic la TV și la Radio. Din 1970 până în 1976, lector universitar la IATC.
Din 1986 a trăit în exil în SUA ca jurnalist, fiind corespondent la BBC și la revista New York MAGAZIN, înființând revista săptămânală Foaie și ca director la ziarul Lumea Liberă.
Timotei Ursu, autor a peste 100 de reportaje, documentare și anchete TV, a fost consilier stiintific al societății „Dacia Revival International” (2004-2009) și membru al Uniunii Scriitorilor din România, al Uniunii Ziariștilor Profesioniști și al Academiei Oamenilor de Știință din România.

## Filmografie

### Filme cu Timotei Ursu
- Războiul Independenței (Serial TV) (1977) - Nicolae Grigorescu
- Cu pluta pe Marea Neagra (1981) - lectura

### Regizor
- Decolarea (1971)
- Brazii (1974)
- Nunta însângerată (1976, TVR)
- Septembrie (1978)
- Al patrulea stol (1979)
- Ultima oră (1979, TVR)
- Stridia și perla (1980, TVR)
- Banchiza (1982, TVR)

### Scenarist
- Cursa (1975)
- Septembrie (1978)
- Al patrulea stol (1979)
- Bună seara, Irina! (1980)
- Brazii (1974) - scenarist

### Imagine
- Anotimpurile si Delta (1970) - imagine